# USS Oriskany (CV-34)

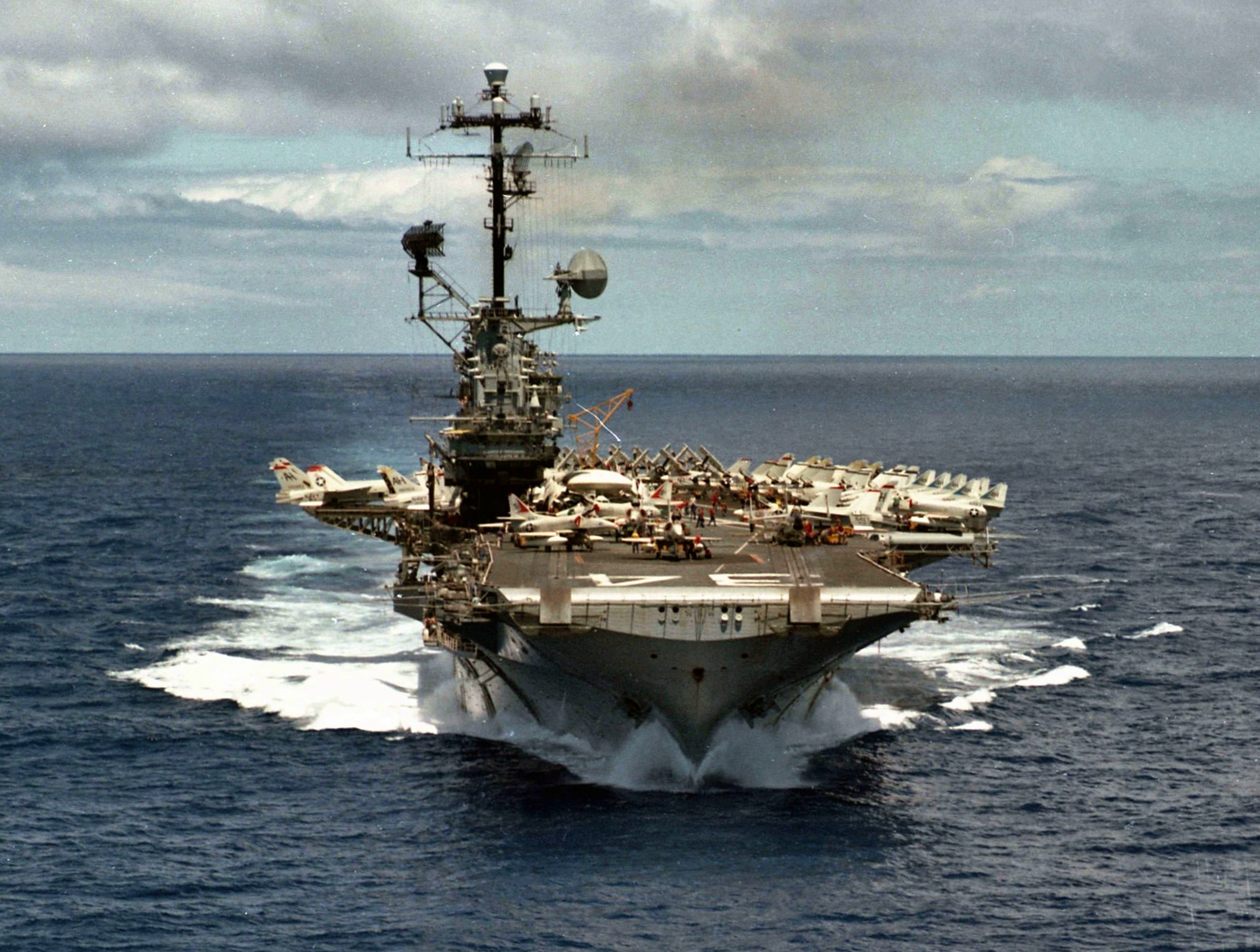
De USS Oriskany in 1967

De USS Oriskany (CV-34) was een Amerikaans vliegdekschip van de Essexklasse. Het deed dienst van 1951 tot 1976 en werd in 2006 afgezonken voor de kust van Florida.

## Specificaties
De Oriskany werd te water gelaten op 13 oktober 1945 en was operationeel op 25 september 1950. Het schip werd genoemd naar de Slag bij Oriskany (1777) tijdens de Amerikaanse Onafhankelijkheidsoorlog.
Het schip was 278 meter lang en 45 meter breed, en had een tonnenmaat van 30.800. Het schip had acht ketels die 150.000 pk leverden. Het werd aangedreven met vier schroeven en haalde een snelheid van 30 knopen met een waterverplaatsing van 27.100 ton. Het had een bemanning van 3.460 en kon 80 vliegtuigen meenemen. Het had een bewapening van acht AA-kanonnen van 127 mm en veertien kanonnen van 76,2 mm.

## Operationele geschiedenis
In mei 1951 begon de Oriskany aan zijn eerste missie in de Middellandse Zee als onderdeel van de Zesde Vloot. Bij terugkeer in New York onderging het schip enkele aanpassingen en werd daarna naar San Diego gestuurd en voegde zich bij de Zevende Vloot in de Stille Oceaan. Tussen september 1952 en april 1953 diende het in de Koreaanse Oorlog waar zijn vliegtuigen bombardementen uitvoerden op Noord-Korea. Het schip kreeg toen de bijnaam "Mighty O".
Na verschillende trainingsmissies volgden vanaf april 1965 zeven missies tijdens de Vietnamoorlog voor de kust van Noord-Vietnam. In oktober 1966 deed zich een ongeval aan boord voor. Een raket gevuld met magnesium ontplofte in een hangar en hierbij verloren 44 opvarenden, waaronder 25 piloten, het leven.
In september 1976 werd het schip uit dienst genomen. Tijdens de uitgevoerde missies gingen 109 vliegtuigen verloren, verloren 81 bemanningsleden het leven, werden er 18 piloten gevangen genomen en vijf als vermist opgegeven.

## Vliegtuigen aan boord
- Grumman F9F Panther
- F4U Corsair
- Douglas A-1 Skyraider
- Douglas A2D Skyshark
- Douglas A-3 Skywarrior
- Douglas A-4 Skyhawk
- Grumman E-1 Tracer
- Northrop Grumman E-2 Hawkeye
- Chance Vought F-8 Crusader
- Chance Vought A-7 Corsair

## Einde
Aanvankelijk wilde men het schip verschroten. Er waren ook plannen om er een museumschip van te maken. Het kwam in Texas te liggen tot het in 2006 naar Florida werd gesleept. Daar werd het op 17 mei afgezonken voor de kust van Pensacola om als kunstmatig rif te dienen. Voor het zinken werd gebruik gemaakt van 250 kg springstof en het schip zonk in 36 minuten. Het rust op een diepte van 65 meter. Het hoogste punt van de brug bevindt zich 21 meter diep. Na de doortocht van orkaan Gustav in 2008 is het schip iets gezakt. Het wrak is een geliefd doel van duikers.